# 诺罗敦·莫尼列
諾羅敦·莫尼列·西哈努克（1936年6月18日—），現任柬埔寨王太后。她是前任國王諾羅敦·西哈努克的妻子，也是現任國王西哈莫尼的生母。現為柬埔寨紅十字會（CRC）名譽會長。在柬埔寨，她也被尊稱為「高棉国母」（ព្រះវររាជមាតាជាតិខ្មែរ，Preah Voreakreach Meada Cheat Khmer），中華人民共和國將其譯為「太后」。
莫尼列原名葆拉-莫尼克·伊齐（Paule-Monique Izzi），她也以莫尼克公主、莫尼克王后（Queen Monique）之名为世界所知。1993年至2004年為柬埔寨王后。
除了高棉語以外，莫尼列還會說法語、英語与一点点汉语。

## 生平
莫尼列出生在法屬交趾支那西貢市（今越南胡志明市），婚前名字為葆拉-莫尼克·伊齊（Paule-Monique Izzi）。其父為讓-弗朗索瓦·伊齊（Jean-François Izzi），是法國科西嘉籍的銀行家，有法國和義大利的血統，於二戰中被殺害。母親Pomme Peang，是一位金邊出生的华人。
莫尼克曾就讀於諾羅敦小學、西索瓦高中和笛卡爾中學。1952年，她與西哈努克同居，1955年舉行婚禮成为西哈努克的“第二夫人”，1968年西哈努克与第一夫人诺丽亚离婚后，她成為西哈努克的正式伴侶。她與西哈努克育有兩子，分別是西哈莫尼、诺林达拉邦，均为婚前所生。
1967年至1970年期間，她擔任柬埔寨紅十字會（CRC）的會長職務。1970年政變後，她曾建议西哈努克与她和二人所生的两个儿子一起流亡法国，不顾西哈努克之母，其他子女孙辈的死活。后来跟隨西哈努克流亡到中國，此后在中国和朝鲜居住。在文化大革命期間，莫尼克和西哈努克在中國的知名度很高。1973年，陪伴西哈努克訪問了紅色高棉的「解放區」。1975年紅色高棉奪取政權後，她跟隨西哈努克一起回國，後與西哈努克一起被軟禁在金邊王宮中。在红色高棉政权时期，西哈努克的五个子女，十四个孙辈，以及许多王室成员被杀害。红色高棉原本想要处决西哈努克夫妇，但在中国和朝鲜的干预下他们得以幸免于难。
1979年1月，当入侵的越南人民军迫近金边时，波尔布特允许西哈努克夫妇离开柬埔寨。红色高棉的最初计划是只撤离西哈努克夫妇二人，但波尔布特坚持认为所有王室成员都应该在中国飞机上占有一席之地。
1989年至1992年期间担任奉辛比克党副主席。1992年2月22日，她被西哈努克國王授予Samdech Preah Cheayea的爵位。1993年9月24日，又被授予Samdech Preah Mohèsey Norodom Monineath的頭銜。1996年1月2日，莫尼列被授予Samdech Preah Reach Akka Mohèsey Norodom Monineath的頭銜。
2004年10月14日，西哈莫尼登基，莫尼列王后被尊為王太后，其頭銜全稱為Preah Karuna Preah Bat Samdech Preah Mohaksatreyani Norodom Monineath Sihanouk。

## 勳章
- 柬埔寨： 柬埔寨王家勋章大十字勳位[3]
- 马来亚联合邦： 联邦王室勋章荣誉大司令勋位（1963年）[4]
- 衣索比亞： 示巴女王勋章（英语：Order of the Queen of Sheba）大十字勋位（1968年5月4日）[3]
- ： 马里国家勋章（英语：马里国家勋章）大十字勋位（1973年）[5]
- 中华人民共和国：友谊勋章（2020年11月6日）[6]